# Tepi Laut
Tepi Laut is een bestuurslaag in het regentschap Bengkulu Utara van de provincie Bengkulu, Indonesië. Tepi Laut telt 590 inwoners (volkstelling 2010).